# Agromyza lathyri
Agromyza lathyri este o specie de muște din genul Agromyza, familia Agromyzidae, descrisă de Friedrich Georg Hendel în anul 1923.
Este endemică în Germania. Conform Catalogue of Life specia Agromyza lathyri nu are subspecii cunoscute.